# 1675 w polityce

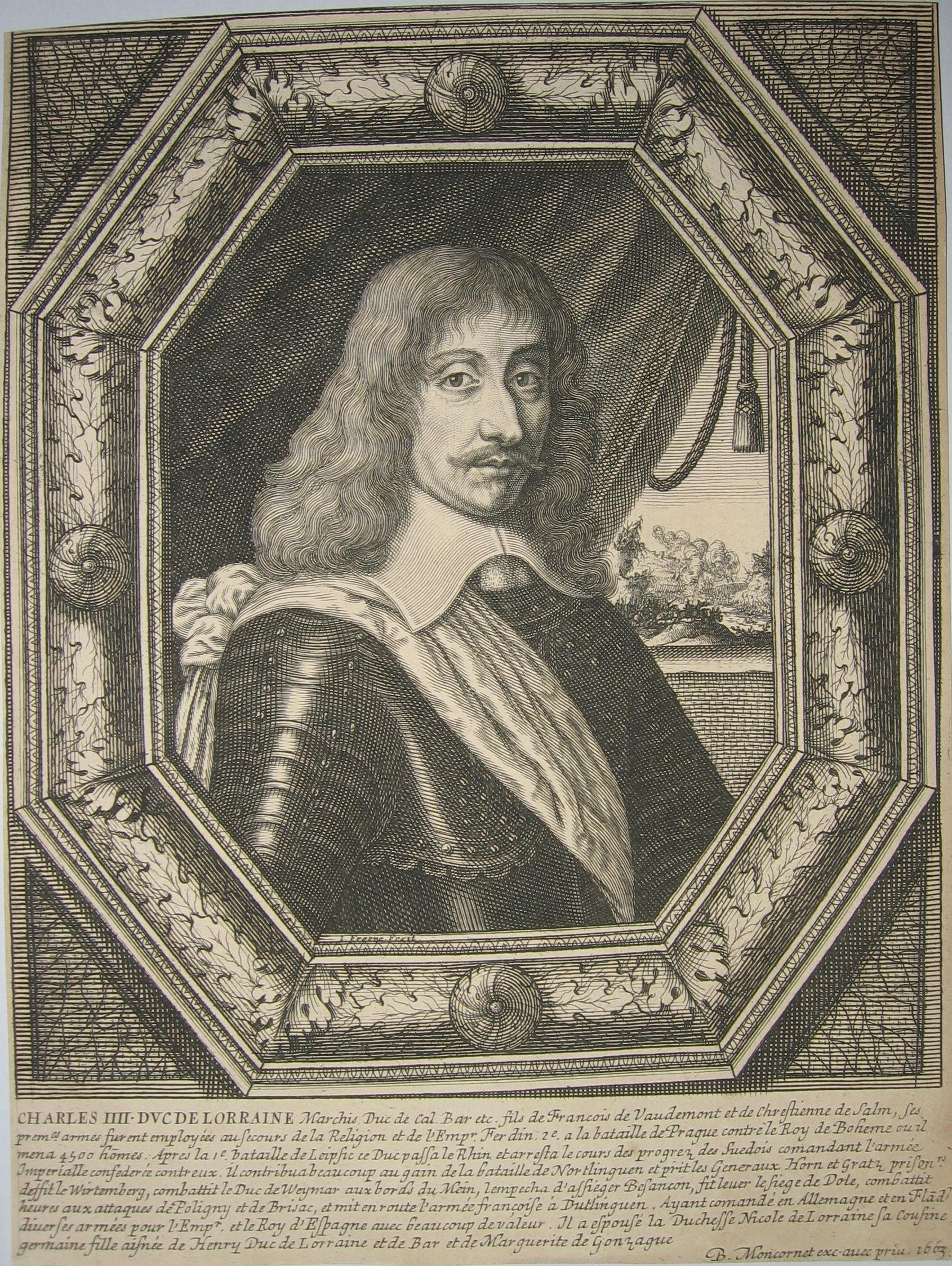
Karol IV Lotaryński

Wydarzenia polityczne w 1675 roku.

## Zmarli
- Karol IV, książę Lotaryngii[1].